# Varga Tibor (hegedűművész)
Varga Tibor (Győr, 1921. július 4. – Grimisuat, 2003. szeptember 4.) magyar hegedűművész, karmester és nemzetközi szintű zenepedagógus.

## Életrajza
Hatévesen debütált, tízévesen már Mendelssohn hegedűversenyét játszotta. Hubay Jenő ismerte fel a fiatal hegedűművész tehetségét, akit 10 évesen fölvettek a budapesti Zeneakadémiára. Hubay mellett Carl Flesch növendéke volt. 1938-ban fejezte be akadémiai tanulmányait, ezt követően a Pázmány Péter Tudományegyetemen filozófiát hallgatott. Már zeneakadémiai évei alatt turnézott külföldön. 1947-ben emigrált Londonba. 1949-től Detmoldban tanított, 1956-tól élt a svájci Sionban.
Az általa négy hegedűre komponált Capriccio-Etude 2003-ban az európai rektorok konferenciáján (Graz) az Európai Egyetemek Szövetsége hivatalos himnuszává vált.

## Alapításai
- 1954-1988: Tibor Varga Kamaraegyüttes (Detmold, Németország). 1989-ben Varga átadta a művészeti vezetést Christoph Poppennek. Azóta az együttes neve Detmoldi Kamaraegyüttes.
- 1963: Tibor Varga Zeneakadémia, (Sion, Svájc).
- 1964-2001: Tibor Varga Fesztivál, (Sion, Svájc).
- 1967: Az évente megrendezett Tibor Varga Nemzetközi Hegedűverseny (Martigny, Svájc). A díjazottak között van Mirijam Contzen, Latica Honda-Rosenberg, Jean-Jacques Kantorow, Nam-Yun Kim, Boris Kuschnir, Vadim Repin.
- 1974: Tibor Varga Alapítvány.
- 1988: Tibor Varga Zenei Főiskola, 2001-től Tibor Varga Zeneakadémia (Sion, Svájc).
- A győri konzervatórium társalapítója, amely a budapesti Liszt Ferenc Zeneakadémia fiókjaként működik, majd a Lyoni Nemzeti Zenekonzervatórium társalapítója.

## Díjai, kitüntetései
- Reményi-díj (1937)
- Több francia és svájci város tiszteletbeli polgára.
- Németország, Franciaország, Magyarország és Svájc több magas kitüntetésben részesítette.